# Voulon
Voulon är en kommun i departementet Vienne i regionen Nouvelle-Aquitaine i västra Frankrike. Kommunen ligger i kantonen Couhé som tillhör arrondissementet Montmorillon. År 2022 hade Voulon 468 invånare.

## Befolkningsutveckling
Antalet invånare i kommunen Voulon
| Referens: INSEE |